# نيكول غارزا
نيكول غارزا (بالإنجليزية: Nicole Garza)‏ هي ممثلة أمريكية، ولدت في 13 أكتوبر 1982 في ميامي في الولايات المتحدة.

## وصلات خارجية
- نيكول غارزا على موقع IMDb (الإنجليزية)
- نيكول غارزا على موقع ألو سيني (الفرنسية)
- نيكول غارزا على موقع أول موفي (الإنجليزية)
- نيكول غارزا على موقع قاعدة بيانات الفيلم (الإنجليزية)
- نيكول غارزا على موقع كينوبويسك (الروسية)